# Bacteria crassipes
Bacteria crassipes är en insektsart som beskrevs av Lucien Chopard 1911. Bacteria crassipes ingår i släktet Bacteria och familjen Diapheromeridae. Inga underarter finns listade.